# Public Housing
Pour plus de détails, voir Fiche technique et Distribution.
Public Housing est un film documentaire du réalisateur américain Frederick Wiseman tourné dans une cité d'un ghetto noir de la ville de Chicago.

## Synopsis

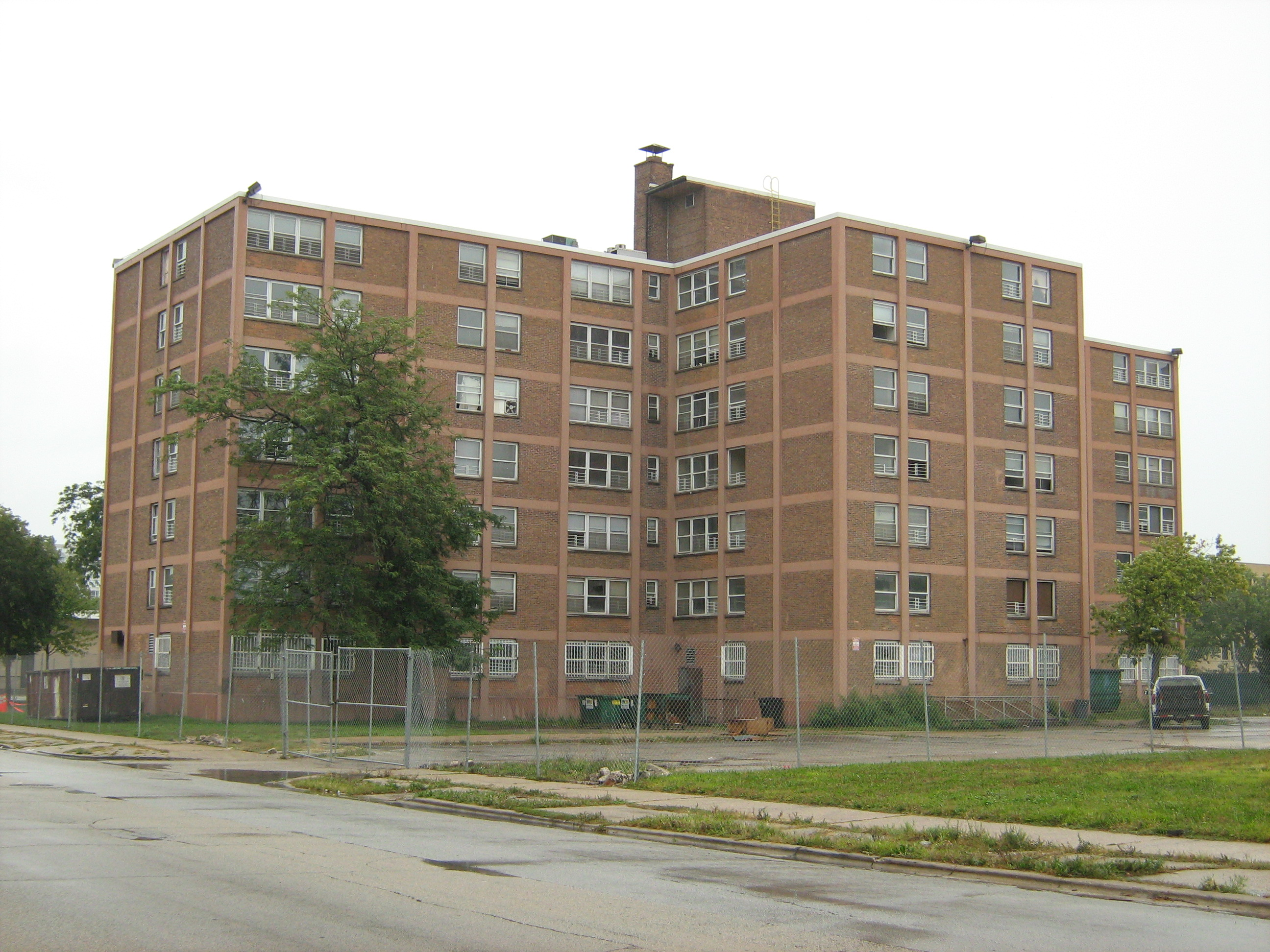
Le bâtiment du 511 E Browning Av. à Chicago, Ida B. Wells Public Housing,

Le Ida B. Wells Public Housing est un foyer géré par le gouvernement et destiné aux plus pauvres des américains. Frederick Wiseman filme l'envers du décor de l'American way of life : les conflits raciaux, la drogue, le chômage. Les logements sociaux occupés par les plus démunis concentrent les problèmes les plus aigus de l'Amérique urbaine.
Ici, les immenses couloirs du centre commercial sont vides, seuls les employés du supermarché vont chercher les produits qu'ils apportent aux clients qui attendent derrière un guichet grillagé, protégé contre le vol. Sans aucun commentaire, loin des stéréotypes sur le rap et les gangs, le cinéaste filme les rencontres avec les travailleurs sociaux, les policiers, les responsables associatifs.
L'ensemble de la communauté est concerné par l'assistance sociale, les programmes après-scolaires pour les adolescents, les formations de retour à l'emploi pour les chômeurs, et les aides à domicile pour les plus âgés.

## Fiche technique
- Titre : Public Housing
- Réalisation et montage : Frederick Wiseman
- Directeur de la photographie : John Davey
- Production: Housing Films
- Lieu du tournage: Chicago, Illinois, USA
- Genre : documentaire
- Durée : 195 minutes
- Date de sortie aux États-Unis : 1997[3]